# Bima

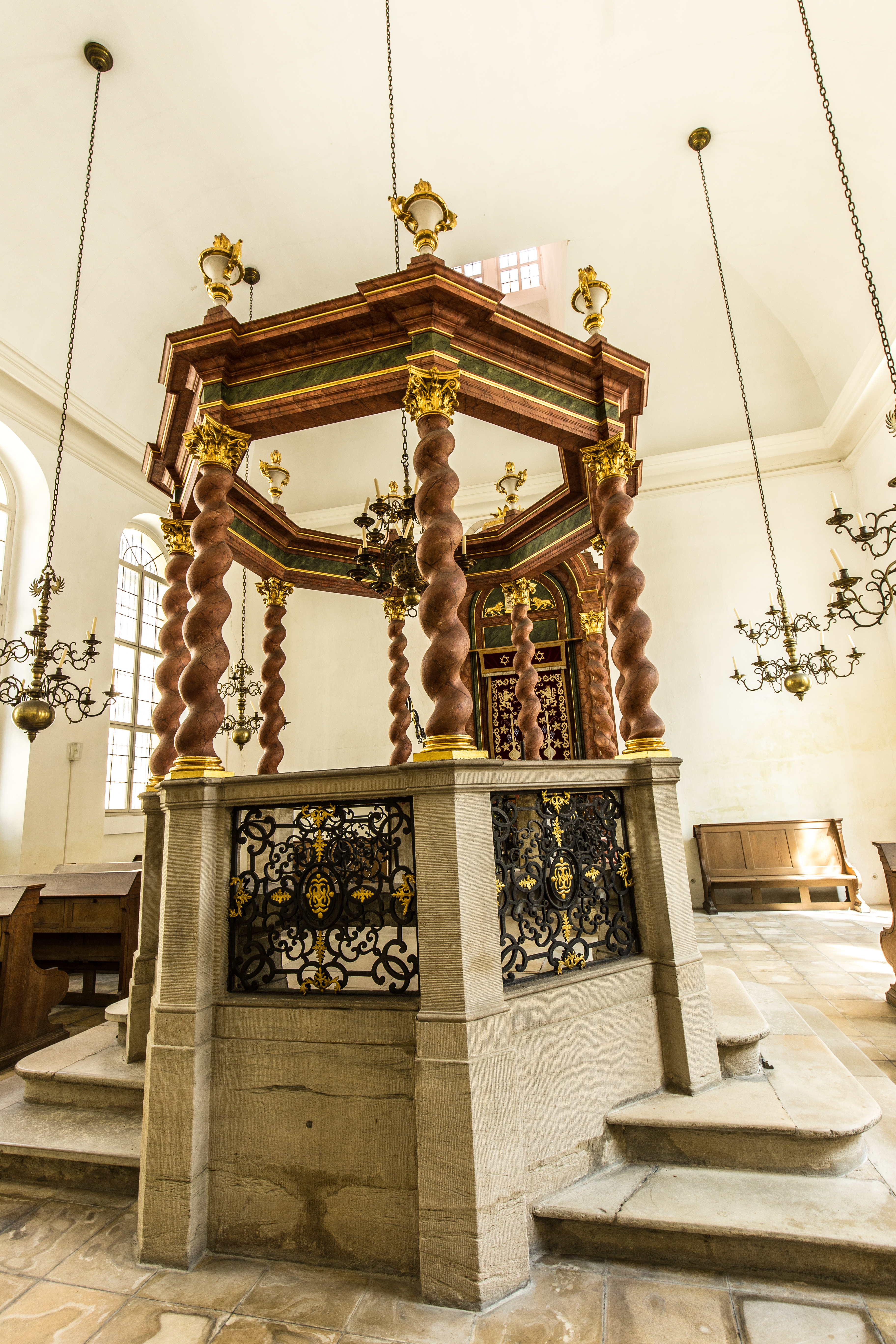
Az ansbachi zsinagóga bimája

A bima (más néven almemor, héberül: בּימה) általában centrálisan elhelyezett, lépcsős emelvény a zsinagógában, amely eredetileg kizárólag a tóraolvasás céljára szolgált. Legfontosabb része az asztal (sulhan), amire a tóraterkercset helyezik. Ros hasana ünnepén itt fújják meg a kosszarvból készült ősi kürtöt, a sófárt. Szefárd zsinagógákban a kántor innen vezeti a liturgia jelentős részét. A bima egyaránt lehet négyszög, nyolcszög vagy kör alakú, és készülhet kő, fa, bronz, márvány és kovácsolt vas felhasználásával.

## Eredete és története
A bima közösségi tóraolvasásra való használata Nehemiás (Nehemiás könyve 8:4) idejétől számítható (i.e. 5. század), vagyis az emelvény már létezett a Második Templom idejében. A Talmud Talmudemlít egy fából készült „emelvényt vagy pulpitust” az alexandriai (Egyiptom) zsinagóga közepén. Régészeti leletekből úgy tudjuk, hogy a késő ókorban egyszerű kialakítású, a zsinagóga padlószintjéhez közeli volt a bima: például a bét alfai zsinagógában (6. század) ez az emelvény mindössze egy lépcsőfok magasságú. Ezzel szemben a középkori Spanyolországban a bima fából készült, és oszlopokkal alátámasztva magasba emelkedett. A közép- és kelet-európai (askenázi) zsinagógákban jellemzően a két fő tartóoszlop között, középen alakították ki a bimát. A 17. században új bimaépítési forma terjedt el ebben a térségben: a tetőszerkezetet támasztó négy középső oszlop jelölte ki a bima négy sarkát. Kelet-Európában előfordul, hogy egy kovácsoltvas „ketrec” veszi körül, ilyen például a krakkói Kazimierz negyedben található Régi Zsinagóga bimája.

## Elhelyezkedése a zsinagógában
A bima a zsinagóga közepén vagy elöl, a tóraszekrény tövében helyezkedik el. A bima nyugati falhoz közelebbi elhelyezkedését a szefárdi zsinagógákban Joszéf Karo engedélyezte, véleménye szerint: „Nem szükséges a bimát középre rakni; minden a helytől és időtől függ”. A reform mozgalom, ami Németországból indult a 19. század elején, heves vitákat hozott azoknak a zsinagógáknak kapcsán, amelyek a bimát a tóraszekrény tövéhez helyezték. Ennek az újításnak a legelkötelezettebb ellenzői Moses Schreiber / Szofer (1762–1839) pozsonyi és Ezekiel Landau (1713–1793) prágai rabbik voltak. Az ő tiltakozásuk vezetett száz rabbi nyilatkozatához, amelyben megtiltották a vallásgyakorlást azokban a zsinagógákban, ahol a bima nem középen van. Az ortodox és haszid közösségekben továbbra is középen áll, így például Budapesten a Kazinczy utcai zsinagógában is. A reform és konzervatív zsinagógákban, Magyarországon a neológ zsinagógákban a bima elöl helyezkedik el, mint például Budapesten a Dohány utcai zsinagógában és a szegedi új zsinagógában is.

## Hatása a keresztény templomépítészetben
A központi bima hagyományát a korai keresztény templomok is követték, példa erre a római Santa Maria in Cosmedin-templom (amelynek előcsarnokában az Igazság Szája található). A mai keresztény templomokban a szentély határán található kisebb emelvény az ambó, ami szintén a bima hagyományból nőtt ki.